# New Ross 20
New Ross 20 är ett reservat i Kanada.   Det ligger i provinsen Nova Scotia, i den sydöstra delen av landet, 900 km öster om huvudstaden Ottawa. New Ross 20 ligger vid sjön Wallaback Lake.
I omgivningarna runt New Ross 20 växer i huvudsak blandskog. Runt New Ross 20 är det glesbefolkat, med 9 invånare per kvadratkilometer.